# (5206) Kodomonomori
(5206) Kodomonomori est un astéroïde de la ceinture principale.

## Description
(5206) Kodomonomori est un astéroïde de la ceinture principale. Il fut découvert le 7 mars 1988 à l'observatoire Gekko par Yoshiaki Ōshima. Il présente une orbite caractérisée par un demi-grand axe de 2,61 UA, une excentricité de 0,10 et une inclinaison de 13,0° par rapport à l'écliptique.

## Compléments